# Вольпоне, или Лис
«Вольпо́не, и́ли Лис» (англ. Volpone, or The Fox) — сатирическая комедия английского драматурга Бена Джонсона, самое известное и часто ставящееся его произведение для театра.

## Содержание
Действие происходит в современной драматургу Венеции в течение одного дня — от рассвета до заката.
Пожилой, но ещё крепкий здоровьем вельможа Вольпоне притворяется смертельно больным. Поскольку у Вольпоне нет родственников, вокруг него собираются желающие стать наследниками богача; они обхаживают Вольпоне, льстят ему и задаривают подарками. Погоня за наживой выворачивает людей наизнанку: купец Корви́но, ревнивый супруг, сам сводит с Вольпоне свою красивую жену Че́лию; старый дворянин Корба́ччо, любящий отец, лишает сына наследства; важному многоучёному законнику Вольто́ре, запутавшемуся в собственном лжесвидетельстве, приходится объявить себя сумасшедшим и разыгрывать припадок душевной болезни.
Морочить метящих в наследники послушно помогает Вольпоне его прихлебатель Мо́ска. Когда, однако, Вольпоне, увлёкшись игрой, в качестве очередной проделки вписывает Моску в завещание и инсценирует свою смерть, Моска предаёт патрона и в самом деле захватывает его состояние.
В финале Вольпоне, не в силах стерпеть триумф сообщника, признаётся перед властями Венеции во всех плутнях, в результате чего сам попадает в тюрьму, но и губит Моску, которого суд приговаривает к битью кнутом и рабству на галерах.
Побочный сюжет — приключения в Венеции путешествующих англичан: комической пары супругов, сэра Политика Вуд-Би с женой леди Вуд-Би, и молодого человека Перегрина.

### Басенные элементы
Наряду с атрибутами городской комедии пьеса наделена чертами басни о животных. Имя заглавного героя, хитреца Вольпоне (Volpone), — означает по-итальянски «Лисище», «Лисяра» (увеличительная форма от volpe — «лиса»); его приживала-парасита зовут «Моска» — «Муха», мелкий паразит, кормящийся от добычи хищника; трое претендентов на наследство названы «Вольторе», «Корбаччо» и «Корвино» — «Коршун», «Ворон» и «Ворона», птицы, слетающиеся на падаль; леди Вуд-Би в тексте ассоциируется с волчицей. В самом начале пьесы излагается учение Пифагора о переселении душ, в том числе между людьми и животными; дважды упоминается басня Эзопа о вороне и лисице. «Животные» мотивы нередко подчёркиваются и обыгрываются постановщиками пьесы.

## Античные источники
Большой знаток и поклонник античной литературы, Джонсон уснастил пьесу множеством заимствований из древних авторов.
Тема охоты за наследством бездетного богатого старика навеяна некоторыми поздними античными произведениями, в числе которых «Сатирикон» Петрония (эпизод в Кротоне, где Эвмолп играет ту же роль, что Вольпоне) и «Разговоры в царстве мертвых» Лукиана №№ 5—9 (откуда, в частности, взят мотив завещаний в пользу друг друга «из благородного соревнования»).
Лукиан был одним из самых любимых писателей Джонсона. Его диалог «Сновидение, или Петух» использован драматургом в монологе карлика На́но о пифагорействе из начала I акта, диалог «Паразит, или О том, что жизнь за чужой счёт есть искусство» — в монологе Моски из начала III акта; упоминание «французского Геркулеса» отсылает к лукиановской речи «Про Геракла».
В комедию встроены сохранившиеся отрывки из «Беллерофонта» Еврипида (открывающий пьесу монолог Вольпоне), «Следопытов» Софокла (эпизод с черепахой), строки Феогнида и Архилоха. Любовная песня в хореях, которую Вольпоне поёт Челии — обработка знаменитого стихотворения Катулла к Лесбии.

## Постановки

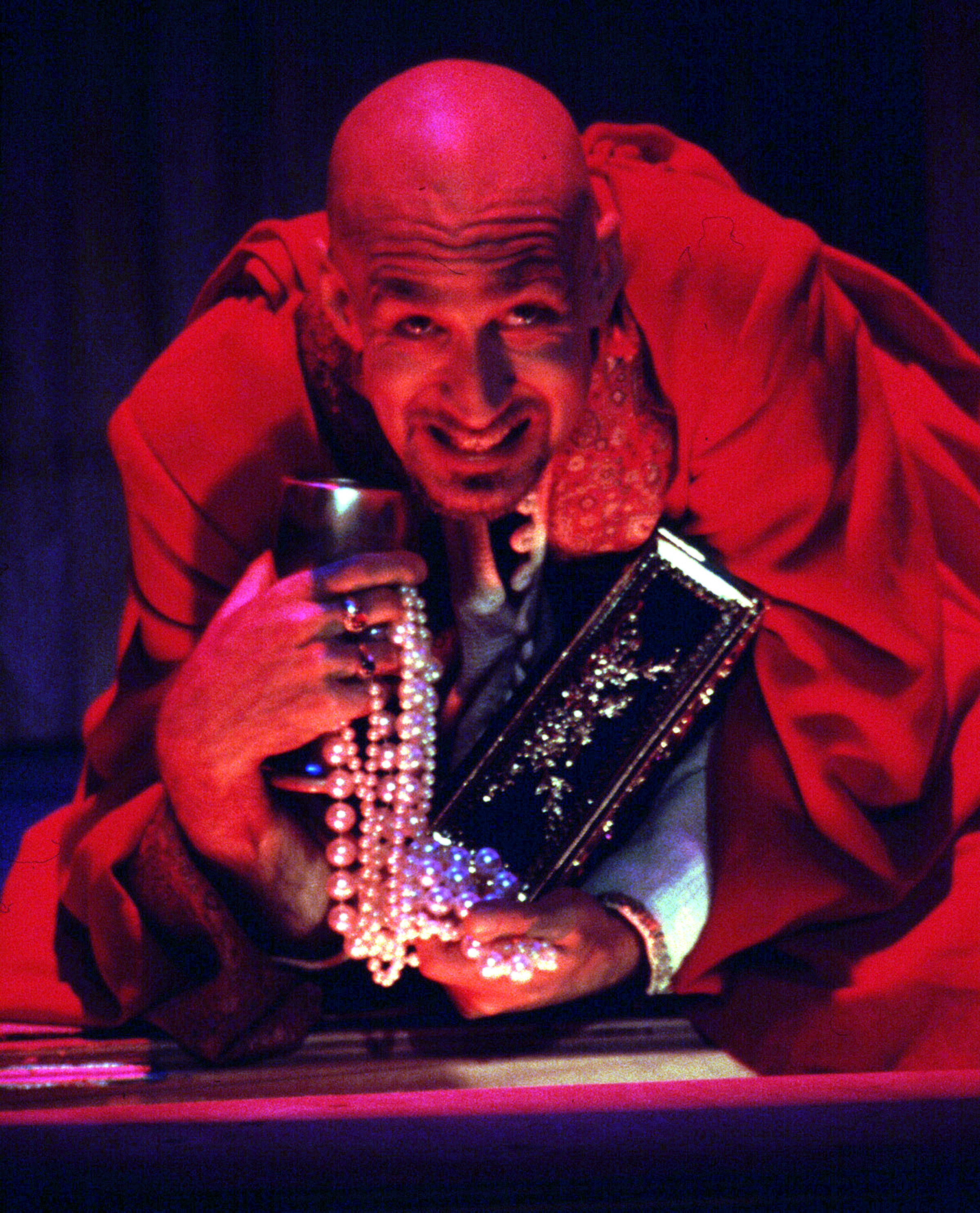
Стивен Мурер в роли Вольпоне. Театр Golden Bough Playhouse, Калифорния, 2000 год.

Премьера состоялась в лондонском театре «Глобус» весной 1606 года. Написана пьеса была незадолго до того с необычной для Джонсона быстротой — как сообщает автор в прологе, всего за пять недель. Позже, в 1606—1607 годах, она представлялась на выездных спектаклях в Оксфордском и Кэмбриджском университетах.
Сохранился список актёров, исполнявших главные роли в первой постановке. Среди них — Ричард Бёрбедж, Джон Лоуин, Александр Кук, будущие издатели Первого фолио Шекспира Джон Хеминг и Генри Конделл.
Комедия имела большой успех и оставалась в репертуаре труппы «Слуг короля» до закрытия театров пуританами в 1642 году. Её играли при дворе для Карла I в 1624 году, когда тот был ещё принцем Уэльским, затем в 1630 и 1637 годах.
После Реставрации пьеса продолжала пользоваться популярностью и до конца XVIII века выдержала множество постановок. В XIX веке интерес к «Вольпоне» значительно ослабевает, но снова возрождается к началу XX века.

## Публикации
Комедия впервые напечатана ин-кварто в 1607 году издателем Томасом Торпом с приложением одиннадцати хвалебных стихотворений других поэтов — в том числе Фрэнсиса Бомонта, Джона Флетчера и Натана Филда. Следующая публикация — в первом фолио Джонсона (1616).
Перед текстом пьесы автор поместил её краткое содержание в виде акростиха, начальные буквы строк которого составляют название комедии (по образцу анонимных акростических содержаний комедий Плавта); посвятительное послание «двум знаменитым университетам» Оксфорду и Кембриджу, благосклонно принявшим «Вольпоне»; латинский эпиграф из Горация («Искусство поэзии», стих 334), подчёркивающий, что произведение, помимо эстетических, имеет и моральные задачи:

Или стремится поэт к услаждению, или же к пользе,

Или надеется сразу достичь и того и другого.

На русском языке комедия издавалась в переводах Ивана Аксёнова (1933) и Полины Мелковой (1954).

## Адаптации
По мотивам «Вольпоне» сняты фильмы:
- 1941 — Volpone, Франция, режиссёры — Морис Турнёр и Жак де Баронселли
- 1948 — Volpone, Великобритания
- 1957 — Volpone, Бразилия
- 1958 — Volpone, ГДР, режиссёры — Отто Таузиг и Вольфганг Нагель
- 1959 — Volpone, Великобритания
- 1960 — Volpone, США
- 1964 — Volpone, ГДР, режиссёр — Ханс Кнёцш
- 1965 — Volpone, Великобритания
- 1965 — Volpone, Норвегия, режиссёр — Пер Бронкен
- 1966 — Volpone oder Der Fuchs, ФРГ, режиссёр — Хансгюнтер Хайме
- 1967 — Горшок мёда / The Honey Pot, США, режиссёр — Джозеф Манкевич
- 1968 — Volpone, Австралия, режиссёр — Джон Кройстон
- 1970 — Volpone, Австрия
- 1975 — Volpone, Венгрия, режиссёр — Дьёрдь Фехер
- 1977 — Volpone eli Kettu, Финляндия, режиссёр — Яакко Паккасвирта
- 1986 — Volpone, Португалия, режиссёр — Норберту Барокка
- 1988 — Il volpone, Италия, режиссёр — Маурицио Понци, в заглавной роли — Паоло Вилладжо
- 2003 — Volpone, Франция, режиссёр — Фредерик Обюртен, в заглавной роли — Жерар Депардьё
- 2006 — Volpone albo Lis, Польша, режиссёр — Гжегож Вархол

Большинство из них не являются экранизациями пьесы Джонсона в строгом смысле слова и заимствуют из неё лишь некоторые сюжетные элементы.
Оперы по мотивам «Вольпоне» написали композиторы Джордж Антейл («Volpone», 1949—1952, премьера — 1953) и Джон Масто («Volpone», 2004).